# イリュリア人

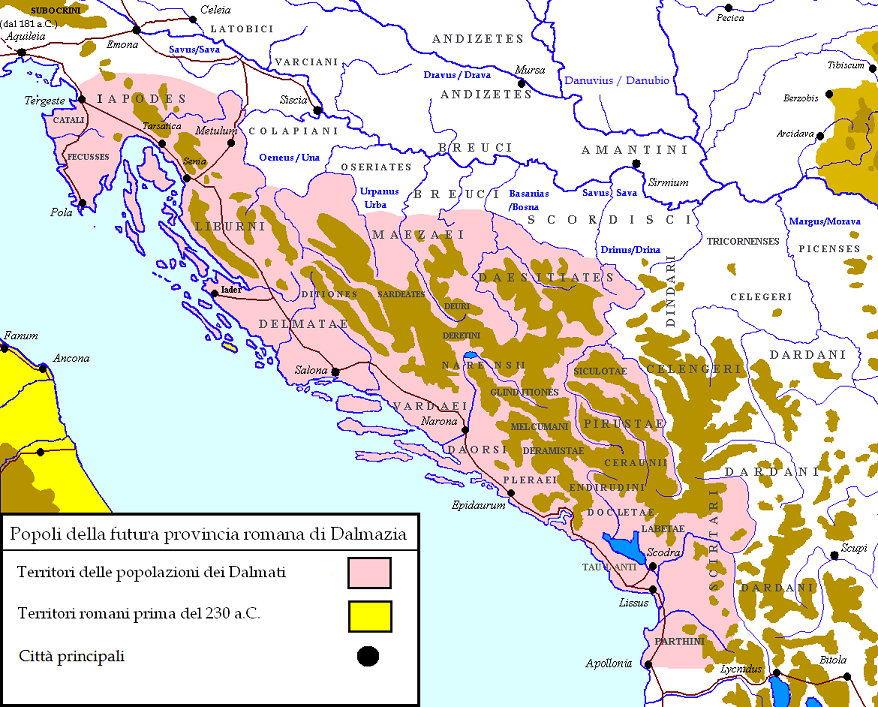
イリュリア人の居住範囲

イリュリア人（古代ギリシア語: Ἰλλυριο,ラテン語: llyrii/Illyri）は、古代のバルカン半島西部やイタリア半島沿岸南東部（メッサーピ (en) ）に住んでいた民族である。イリュリア人が住んでいた地域はギリシャやローマの作家たちによりイリュリアとして知られるようになったが、イリュリア人が住んでいた範囲は以前ユーゴスラビアだった地域やアルバニアなどで、西はアドリア海、北はドラーヴァ川、東は大モラヴァ川 (en) 、南はヴョセ川 (en) 河口までの範囲である。

ローマ征服以前のイリュリア人分布図

イリュリア人として、後に知られるようになった人々の歴史の始まりはおおよそ紀元前1000年頃とされている。イリュリア人の起源に関しては現代の先史学者には問題が残されている。先史学者の総意では元となるインド・ヨーロッパ祖語から枝分かれしたのは鉄器時代以前と考えられている。現在の説ではイリュリア人の起源はバルカン半島西部に残った太古の物質文化の残存者を基本としているとされるが、考古学的に単独でイリュリア人の民族起源の明確な答えを証明するには不十分である。いつ、原イリュリア人が異なった集団になったのかも不明確である。イリュリアが古代バルカン諸語として広く表れ出したのは鉄器時代であるが、言語の詳細はいずれも知られておらず言語を理由に「イリュリア人」として分類するのは不確実で、以前はイリュリア人として分けられていた部族は現在ではその多くがウェネティとされている。
バルカン半島でのイリュリア人起源のモデルとして仮定されているものには、サラエヴォの考古学者であるアロイズ・ベナツ（Alojz Benac）とチョヴィチ（B. Čović）が提唱するもので、青銅器時代にアドリア海とサヴァ川の間に居住していた人々がイリュリア化されたという仮説である。この仮説はアルバニア人考古学者も南側のイリュリア人部族に関し提唱や支持をし、クロアチア人歴史家アレクサンダル・スティプチェヴィッチ（Aleksandar Stipčević）はリブルニア人を除いて、土着のイリュリア人起源に関してもっとも説得力のあるものと答えている。
最初のイリュリア人に関する記述は紀元前4世紀に古代ギリシャ語で書かれたペリプルスなどであった。記録に残された部族かいくつかの部族が元来のイリュリア人と考えられ、共通のイリュリア人の言語であるイリュリア語で結び付いていたと仮定されている。5世紀頃にイリュリア語は絶えてしまったが、その小さな断片はインド・ヨーロッパ語族系の言葉であることを十分に証明している。しかしながら、イリュリア人の名称は古代ギリシャ人たちが自分たちの北方近隣に住む人々を言及して使っていたもので、今日この人々の居住範囲や言語、文化的な均質性は不明確である。イタリアに古代住んでいたアピゲス族 (en) やダウニ族 (en) 、メッサーピ族 (en) などのいくつかの部族は地理的な「イリュリア」からイタリア半島に渡ったと考えられている。イリュリア人の部族たちは自分たちの総称として「イリュリア人」と考えておらず、それぞれ自分たちの部族名を使っていた。しかしながら、イリュリア人の名称になったのは青銅器時代に古代ギリシャ人が最初に接触した特定の部族の名称とみられるが、言語や習慣が同じような人々全てにもイリュリア人の名称が適用されたのが原因である。「イリュリア人」の名称が最後に表された歴史的な記録は7世紀で、東ローマ帝国の以前のローマ帝国の属州であったイリュリクム内での守備隊の展開に関するものに言及されている。 おそらくローマ化されたヴラフ人を除いて残っていた全ての部族は中世の過程でスラヴ化されたが、現代のアルバニア語はイリュリア南部の方言から派生している可能性もある。